# Saidiya Hartman
Saidiya Hartman é uma escritora e acadêmica americana cujo trabalho está focado nos estudos afro-americanos. Atualmente, é professora universitária na Universidade Columbia.

## Vida e carreira
Hartman cresceu no Brooklyn, em Nova York e formou-se na Wesleyan, tendo obtido seu Ph.D. na Universidade de Yale. Trabalhou na Universidade da Califórnia, Berkeley, de 1992 a 2006, onde fez parte do Departamento de Estudos Ingleses e Afro-Americanos.
Em 2007, ingressou no corpo docente da Universidade de Columbia, com especialização em literatura e história afro-americana. Em 2020, ela foi promovida a professora  em Columbia.
Hartman foi bolsista dos programas Fulbright, Rockefeller, Whitney Oates e do presidente da Universidade da Califórnia e recebeu o Narrative Prize 2007 da Narrative Magazine e o Prêmio Gustav Myers de Direitos Humanos. Hartman também ganhou uma bolsa MacArthur em 2019.

## Campos de interesse
Os principais campos de interesse de Hartman são literatura e história cultural afro-americana e americana, escravidão, direito e literatura, estudos de gênero e estudos da performance. Ela faz parte do conselho editorial da revista Callaloo. [carece de fontes?] Seus ensaios circularam e foram amplamente reconhecidos.

## Obras

### Em inglês
- Scenes of Subjection: Terror, Slavery, and Self-making in Nineteenth Century America (Oxford University Press, 1997)
- Lose Your Mother: A Journey Along the Atlantic Slave Route (Farrar, Straus and Giroux, 2007)
- Wayward Lives, Beautiful Experiments: Intimate Histories of Social Upheaval (WW Norton, 2019).[10]

### Traduções para o português
- Perder a mãe: uma jornada pela rota atlântica da escravidão (Bazar do Tempo 2021) ISBN-10‎6586719666.
- Vidas rebeldes, belos experimentos: histórias íntimas de meninas negras desordeiras, mulheres encrenqueiras e queers radicais (Fósforo Editora, 2022) ISBN-10‎ 6589733597